# Oskar Erikson (politiker)
Oskar Eriksson (i riksdagen kallad Eriksson i Stockholm), född 8 maj 1876 i Stockholm, död 23 oktober 1933 i Adolf Fredriks församling, var en svensk förbundskassör och politiker för Socialdemokraterna. Han var ledamot av första kammaren 1920-21.